# Зарудье (Полтавская область)
Зарудье (укр. Заруддя) — село, Бондаревский сельский совет, Кременчугский район, Полтавская область, Украина.
Код КОАТУУ — 5322480704. Население по переписи 2001 года составляло 140 человек.

## Географическое положение
Село Зарудье находится на расстоянии в 1 км от села Василенки. По селу протекает пересыхающий ручей с запрудой.